# Astragalus nudisiliquus
Astragalus nudisiliquus là một loài thực vật có hoa trong họ Đậu. Loài này được A.Nelson miêu tả khoa học đầu tiên.